# Emmauskirche (Karlsruhe)

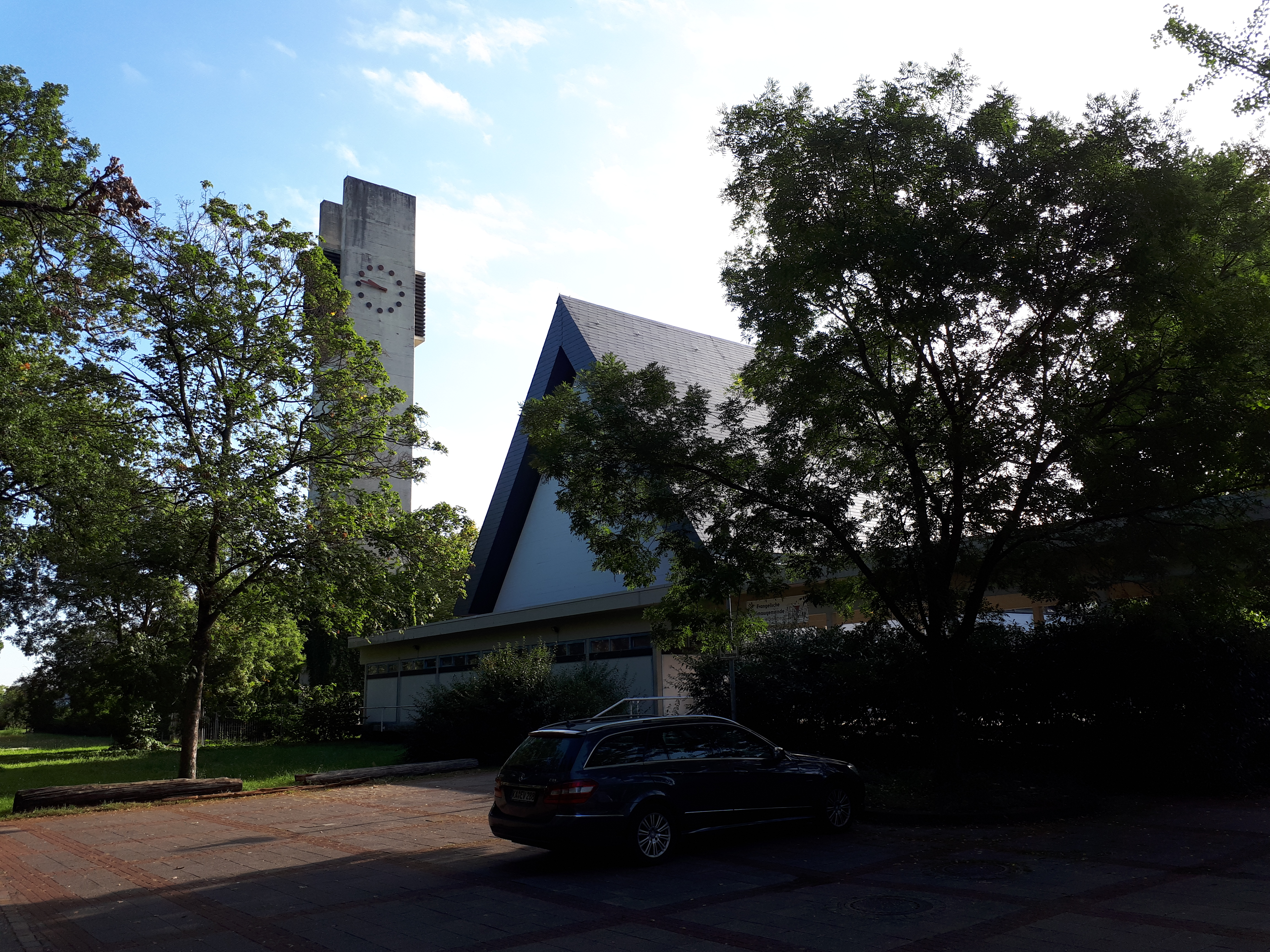
Emmaus-Kirche

Die Emmauskirche ist ein evangelisches Kirchengebäude im Karlsruher Stadtteil Waldstadt.

## Baugeschichte
Nach dem Entstehen des Stadtteiles Waldstadt ab 1957 ergab sich die Notwendigkeit, eine evangelische Kirche in dem neugebauten Quartier zu errichten. Im Jahre 1959 lebten bereits 5.500 Menschen in dem neuen Stadtteil, von denen etwa die Hälfte evangelischer Konfession war. Nach einer Übergangszeit, in der in der Kindergarten-Baracke Gottesdienste gefeiert und Konfirmandenunterricht gehalten wurden, gewann der Architekt Peter Salzbrenner den Wettbewerb zum Neubau einer Kirche. Am 19. September 1965 erklang zum ersten Male das Geläut aus vier Glocken vom neuen Turm und am 19. Dezember 1965, dem vierten Adventssonntag, wurden die Emmauskirche und das dazugehörige Gemeindezentrum eingeweiht. Die Baukosten betrugen 2,4 Millionen DM.
In den Jahren 1980 bis 1991 wurden regelmäßig Erweiterungen an Kirche und Gemeindezentrum durchgeführt, so ein Windfang und ein behindertengerechter Zugang. Ab dem Frühjahr 2005 mussten die Betonteile der Kirche umfassend saniert sowie das Dach nach Sturmschäden 2001 neu eingedeckt werden. Ebenso war die Beseitigung von Altlasten wie Asbest und PCB erforderlich. Die ursprünglich auf 200.000 Euro geschätzten Kosten erhöhten sich auf insgesamt eine Million Euro, die im Wesentlichen durch Spenden, Zuschüsse der Landeskirche und Hypothekendarlehen aufgebracht wurden. In diesem Zusammenhang wurde auch der Altarraum der Kirche neu gestaltet, die Einweihung fand am 30. Juli 2006 statt.

## Ausstattung
An der Außenwand befindet sich ein Relief von Gottfried Gruner.